# Warsaw Eagles 2019
Questa voce raccoglie le informazioni riguardanti i Warsaw Eagles nelle competizioni ufficiali della stagione 2019.

## Roster
| Roster dei Warsaw Eagles (2019) |
| --- |
| Quarterback - 7 Jason Gaines - 16 Roman Ivański QB/H Running Back - 6 Marcel Smoleń RB/QB - 10 Patrick Biskupski RB/WR - 20 Kamil Małecki - 26 Jakub Rożanovicz - 41 Igor Urban - 46 Eryk Dudek Wide Receiver - 5 Damian Tarnowski - 9 Matija Almaśi WR/K/P - 11 Aleksander Kawiarowski WR/QB - 12 Paweł Przybysz WR/RB - 13 Filip Gąsiorowski - 19 Jan Korkuć WR/DB - 81 Jakub Zduń WR/TE - 86 Carlos Contreras WR/KR/K - 89 Woyciech Tyczyński Tight End - 80 Maciej Wudecki TE/DL - 83 Krzysztof Stojakù TE/WR Offensive Linemen - 60 Mateusz Wiszniewski OL/DL - 65 Bartosz Kunc OL/DL - 67 Andrzej Pietrykowski OL/DL - 68 Patryk Świderski OL/DL - 69 Marek Włodarczyk OL/DL - 71 Woyciech Wóicik - 73 Woyciech Piotrowski OL/TE - 74 Mateusz Sławiński - 75 Kacper Kopcziński - 77 Piotr Kużniarek - 77 Mateusz Kamer OL/DL - 78 Jakub Kowalski - 78 Igor Gawryszewski - 79 Oskar Tusznio Defensive Linemen - 44 Aleksy Pelc - 50 Adrian Malesza - 53 Vladimir Xenici - 57 Przemek Gajczyk - 59 Karol Korycziński - 82 Vladislav Fedorenko - 91 Kamil Księżyk - 96 Piotr Grzywanowski - 97 Antoni Grobel DL/OL - 98 Alessandro Madaro - 99 Michał Gralewski DL/LB/OL Linebacker - 3 Konrad Filipiak LB/WR/DB - 9 Łukasz Cackowski - 27 Kamil Lendzion LB/DB - 39 Martin Eeson LB/DB - 42 Paweł Żbikowski - 43 Paweł Karpesh - 47 Tomasz Filipiuk LB/DL - 50 Marcin Goc - 55 Michał Ciskowski LB/WR - 56 Danijel Maksimović - 58 Łukasz Lau - 80 Dušan Novaković LB/DL/TE Defensive Back - 21 Dominik Wołowiec - 22 Krzysztof Choma DB/WR - 23 Kuba Jędrkowiak - 24 Maciej Latała - 25 Aleksandr Kabakov DB/K - 27 Michael Nones DB/LB - 28 Maciej Bączek DB/LB/RB - 33 Rafał Zawada - 49 Andrzej Chabiera DB/LB Special Team - 30 Filip Twardowski K/P |

## Topliga 2019

### Stagione regolare
| Cracovia 6 aprile 2019, ore 14:00 | Kraków Tigers | 0 – 49 (0-14 0-22 0-6 0-7) referto | Warsaw Eagles | MOS Wschód |

| Vilnius 27 aprile 2019, ore 12:00 | Vilnius Iron Wolves | 0 – 38 (0-21 0-3 0-7 0-7) referto | Warsaw Eagles | Stadio LFF |

| Prienai 11 maggio 2019, ore 15:30 | Kaunas Dukes | 0 – 75 (0-21 0-28 0-16 0-10) referto | Warsaw Eagles | Prienų stadionas |

| Varsavia 18 maggio 2019, ore 12:00 | Warsaw Eagles | 30 – 16 (3-6 10-3 10-7 7-0) referto | Bydgoszcz Archers |  |

| Ząbki 8 giugno 2019, ore 20:00 | Warsaw Eagles | 42 – 0 (7-0 14-0 21-0 0-0) referto | Kaunas Dukes | DozBud Arena |

| Ząbki 15 giugno 2019, ore 17:00 | Warsaw Dukes | 0 – 54 (0-27 0-14 0-7 0-6) referto | Warsaw Eagles | DozBud Arena |

### Playoff
| Ząbki 20 luglio 2019, ore 18:00 | Warsaw Eagles | 20 – 0 (a tavolino) referto | Bydgoszcz Archers | MOSIR |

## Baltic League 2019

### Stagione regolare
| 21 settembre 2019 | Kaunas Dukes | 15 – 46 | Warsaw Eagles U21 |  |

| 20 ottobre 2019 | Vilnius Iron Wolves | 20 – 26 | Warsaw Eagles U21 |  |

| 10 novembre 2019 | Warsaw Eagles U21 | 24 – 0 (a tavolino) | Kaunas Dukes |  |

| 17 novembre 2019 | Warsaw Eagles U21 | 12 – 12 | Vilnius Iron Wolves |  |

## Statistiche di squadra
| Competizione         | %Vittorie | In casa | In casa | In casa | In casa | In casa | In casa | In trasferta | In trasferta | In trasferta | In trasferta | In trasferta | In trasferta | Totale | Totale | Totale | Totale | Totale | Totale |
| Competizione         | %Vittorie | G       | V       | N       | P       | Pf      | Ps      | G            | V            | N            | P            | Pf           | Ps           | G      | V      | N      | P      | Pf     | Ps     |
| -------------------- | --------- | ------- | ------- | ------- | ------- | ------- | ------- | ------------ | ------------ | ------------ | ------------ | ------------ | ------------ | ------ | ------ | ------ | ------ | ------ | ------ |
| TL Stagione regolare | 1.000     | 2       | 2       | 0       | 0       | 72      | 16      | 4            | 4            | 0            | 0            | 216          | 0            | 6      | 6      | 0      | 0      | 288    | 16     |
| TL Playoff           | 1.000     | 1       | 1       | 0       | 0       | 20      | 0       | 0            | 0            | 0            | 0            | 0            | 0            | 1      | 1      | 0      | 0      | 20     | 0      |
| BL Stagione regolare | .875      | 2       | 1       | 1       | 0       | 36      | 12      | 2            | 2            | 0            | 0            | 72           | 35           | 4      | 3      | 1      | 0      | 108    | 47     |
| Totale               | .955      | 5       | 4       | 1       | 0       | 128     | 28      | 6            | 6            | 0            | 0            | 288          | 35           | 11     | 10     | 1      | 0      | 416    | 63     |